# معركة عين التمر
وقعت تلك المعركة في العراق ما بين قوات المسلمين بقيادة خالد بن الوليد والقوات الساسانية ومعها جموع من قبائل العرب النصارى. وتقع عين التمر غربي الأنبار وهي منطقة أسسها الفرس لحماية حدودهم. فبعد سقوط الحيرة على يد خالد بن الوليد عام 633 ميلادي توجه إلى الحامية الفارسية الكبيرة التي كانت في عين التمر الواقعة على الطريق إلى دومة الجندل، وكان يقطنها العرب النصارى الموالين للفرس. وكانت الحامية مؤلفة من قسمين الأول فارسي تحت قيادة القائد الفارسي مهران بن بهرام  والثاني عربي من قبائل النمر وتغلب وإياد بقيادة عقة بن أبي عقة. تميزت هذه المعركة الغريبة بسرعة انتهائها، حيث لاذ العرب النصاري بالفرار قبل أن تبدأ المعركة فعلياً.

## مقدمة
يبدو أن عقة هذا كان مغروراً ومتعجرفاً ويبدو أن الرغبة تملكته لحيازة الفخر والمجد بالانتصار على المسلمين هو وحده، فقد طلب من القائد الفارسي 'مهران' أن يخلي الساحة ليقاتل هو المسلمين وحده دون مساعدة من الفرس، وقال له: 'إن العرب أعلم بقتال العرب، فدعنا وخالداً'، وقد علم ما حقق خالد من انتصارات قبل ذلك.
وعندما سمع 'مهران' هذا الكلام من 'عقة' قال له: 'صدقت لعمري لأنتم أعلم بقتال العرب، وإنكم مثلنا في قتال العجم، دونكموهم، وإن احتجتم إلينا أعناكم'. وكان 'مهران' قد أراد تجنب قتال المسلمين لعلمه أنهم لا يقهرون بعد انتصاراتهم المتلاحقة في العراق في ذلك الوقت. وقد انتقد قادة الفرس ذلك الأمر من 'مهران' واستنكروا قوله لـ«عقة»، فقال مهران: دعوني فإني ماأردت إلا خير لكم وشر لهم! إنه قد جاءكم من قتل ملوككم وفل حدكم فاتقيته بهم، فإن غلبوا خالداً فهو لكم، وإن غُلبوا قاتلنا خالداً وقد ضعفوا ونحن أقوياء، فاعترفوا له بفضل الرَّأي عليهم.
خرج 'عقة' المغرور ومن معه من العرب المتنصرة من عين التمر للصدام مع المسلمين، وأوغل في الصحراء غروراً منه لمبادرة المسلمين بالهجوم، ووصل إلى منطقة 'الكرخ' وعبأ قواته، ووصل المسلمون إلى أرض المعركة وعبأ 'خالد' الجيش بسرعة، واستعد للقتال.
ولم يكن 'خالد' قد رأى 'عقة' من قبل، ونظر إليه نظرة الفاحص الخبير بنفوس المحاربين، فعلم أن هذا الرجل شديد الغرور، فقرر القيام بحيلة بارعة شجاعة، جريئة في نفس الوقت، وهي خطف القائد 'عقة' نفسه في عملية فدائية أشبه ما تكون بعمليات الصاعقة، فانتخب مجموعة خاصة من أبطال المسلمين، وأطلعهم على الفكرة الجريئة.
وكانت الخطة تقضي بأن يبدأ جناحا جيش المسلمين بالمناوشات البسيطة دون شن هجوم كبير لإشغال الطرفين المقابلين من جيش العرب النصارى، بينما بقي القلب في سكون حتى يعطي خالد إشارته بشن الهجوم. وهذا ما جعل عقة يستغرب من تأخر قلب جيش المسلمين عن الهجوم، وكان خالد ومرافقيه في مقدمة الجيش.
ولكن ما حدث في اللحظات التالية هو أن الجنود اندهشوا من هذه المجموعة الصغيرة التي تهجم عليهم وهم عشرات الآلاف، ولم يفيقوا من هول الصدمة إلا و'خالد' قد أسر 'عقة' وحمله بين يديه كالطفل الصغير وعاد به إلى صفوف المسلمين، وعندها تجمدت الدماء في عروق العرب المتنصرة، وركبهم الفزع الشديد، ففروا من أرض المعركة دون أن يسلوا سيفاً واحدا.

## استكمال الهزيمة وإحراز النصر
فلمَّا بلغ مهران هزيمة عقَّة وجيشه، وكان قد أرسل الاستطلاع لمراقبة مجريات المعركة، نزل من الحصن وهرب مسرعاً مع حاميته بإتجاه قطسيفون أو المدائن، وترك الحصن بدون حماية.
ورجعت فلول العرب إلى الحصن فوجدوه مفتوحاً فدخلوه واحتموا به، فجاء خالد وأحاط بهم وحاصرهم أشد الحصار، فلمَّا رؤوا ذلك سألوه الصُّلح فأبى إلا أن ينزلوا على حكم خالد، فجعلوا في السَّلاسل، وتسلَّم الحصن، ثمَّ أمر فضربت عنق عقَّة ومن كان أسر معه، والذين نزلوا على حكمه أيضاً أجمعين، وغنم جميع ما في ذلك الحصن.

## تحرير أربعين غلامًا
وجد خالد في الكنيسة التي في الحصن أربعين غلامًا وعليهم باب مغلق، فكسره خالد وسألهم عن حالهم فأجابوه بأنهم رهائن لدى أهل عين التمر، فقسمهم على أهل البلاد من جنده فمنهم من أخذ غلامه ورباه ومنهم من باعه على أهل مدينته.
من هؤلاء الغلمان الذين وجدهم خالد في كنيسة عين التمر:
1. سيرين: الذي اشتراه أنس بن مالك الأنصاري وأعتقه، وهو والد الفقيه المعروف محمد بن سيرين.
2. نصير: من سبي خالد في تلك الكنيسة، وهو والد الفاتح الإسلامي والقائد الشهير موسى بن نصير
3. يسار: وهو جد محمد بن إسحاق كاتب السيرة (المغازي)، وكاتب السيرة النبوية المعروفة بسيرة ابن إسحاق.
4. حمران بن أبان: مولى عثمان بن عفان، فكان بعد يصلي عثمان، فإذا أخطأ فتح عليه حُمران، كما قال قتادة. وقال الذهبي: كان كاتب عثمان وحاجبه، ولي إمرة سابور من الحجاج، وأدرك أبا بكر وعمر.
5. أبو عمرة: جد آل أبي عمرة. أصحاب الشأن الرفيع في الدولة الأموية، بدأ سطوع نجمهم مع عبد الأعلى بن أبي عمرة. الشاعر السفير. كان في صحبة عبد العزيز بن مروان، وصار سفيرًا إلى ملك الروم أليون، ونجح في سفارته، فكافأه عبد العزيز بإقطاعه أرضًا بالإسكندرية.
6. أبو فروة كيسان: هو مولى عثمان بن عقان، وهو جد ليونس بن محمد بن كيسان وقيل لأبي العتاهية، الشاعر الزاهد المُكثر، وانتشر شعره وشاع ذكره في أقطار الأرض.
7. يسار: والد الحسن البصري قيل أن يسار من سبي عين التمرة، وعلى قول آخر كان من سبي ميسان.
8. أفلح: كان مولى أبي أيوب الأنصاري، ثم أحد بني مالك بن النجار، ويُكنى أبا عبد الرحمن، وكان ثقة من رواة الحديث على رأي ابن عساكر، ووثقه العجلي، وهو من رجال مسلم.
9. أسلم: مولى عمر بن الخطاب، وقد قال عنه الذهبي في العبر وابن العماد في الشذرات: «كان نقيهًا نبيلًا»، وقال في ميزان الاعتدال: «ثقة روت له جماعة».